# 性別發育多樣性
性別發育多樣性（英語：Diverse sex development, differences in sex development, DSDs），舊稱性別分化障礙（disorders in sex development），是指人類生殖系统的多元性，尤其是二元性別以外的少數性別。2005年芝加哥共識會議後，取代真性陰陽人、假性陰陽人、雙性人等等名詞。
定義為「不典型的染色體，性腺或解剖學的性別發育異常。」其成因眾多，包括非典型染色體、內分泌、特殊基因、嵌合體。
非典型性別是否該視為「障礙」一直存在争议，研究表明，受影响的人士会受到负面影响，术语会影响医疗服务提供者的選擇和采用。世界卫生组织和许多医学期刊仍将DSD列为双性人的特征或条件。歐洲理事會和美洲人权委员会呼吁对医疗分类进行审查，以免对双性人特征进行不必要的医学治疗。

## 性染色體變異
有別於多數人類的性染色體為XX或XY，分別發育為女性或男性，少數人的性染色體可能為X、XXX、XXY、XYY等，或身上同時有XX和XY的細胞。
- X：透納氏症，女性一條X染色體部分或完全缺失。症狀可能有，沒有月經、乳房不發育、不孕。
- XXX：三染色體X症候群，又稱超雌性症候群，女性擁有三條X染色體。症狀不明顯，一般有正常生育能力。
- XXY、XXXY、XXXXY：克氏症候群，俗稱次雄性症候群，男性擁有兩條或兩條以上X染色體。症狀可能有，不孕、男性賀爾蒙低、生殖器異常（如陰莖短、睪丸小）、缺乏性慾、男性女乳症。[8]
- XYY：XYY三體，又稱超雄綜合症，男性擁有兩條Y染色體。症狀不明顯，身材較高大，一般有正常性發育與生育能力。[9]
- XYYY：男性擁有三條Y染色體。患者一般身材高大，通常有正常的外生殖器官，但成年後可能會有性腺機能低下、睪丸發育不良、精子數量減少或不孕的症狀。[10]
- XYYYY：XYYYY症候群，出生時生殖器官正常，但成年後可能有性腺功能低下與無精子症。
- 嵌合體：為含有兩種以上基因型的單一生物體，可能發育為偏男性、偏女性、或雙性，可能同時具有兩套性器官。

## 基因變異
雄性激素受體變異：雄性激素受體有調控男性性徵發育的功能，若該受體變異，就算有Y染色體和SRY基因，也可能會部分或完全無法表現男性性徵，甚至發育出女性性徵。
CYP21A2基因變異：21-羥化酵素缺乏症，為最大宗之先天性腎上腺增生症，由於參與合成的腎上腺皮質激素酵素缺乏，使雄性激素合成過量，該病症能分為三種典型，第一種失鹽型，會導致女嬰外生殖器男性化、陰蒂肥大、陰唇褶閉合但輸卵管與子宮發育正常；第二種單純男性化型，可能會導致女嬰外生殖器男性化；第三種女性可能會有多毛、初經延遲、月經不規則或不孕。
SRD5A2基因變異：以多明尼加拉斯薩林納斯村的第三性別「十二歲長卵蛋」為例，SRD5A2基因變異包括5α-還原酶缺乏症，使他們的身體不擅長將睪固酮轉化為二氫睪固酮，和一般男性相比，他們的二氫睪固酮濃度極低，使他們在青春期前看起來像女性，青春期後男性化，能和一般男性一樣長出肌肉、聲音變低、長出完整的男性生殖系統，但卻沒有禿頭、青春痘和攝護腺肥大的問題。

## 泄殖腔外翻
目前具體病因不詳。又稱膀胱腸裂，為罕見先天性多器官畸形，於胚胎生長過程中，泄殖腔相關組織器官分化發生嚴重偏差，使盆腔部位多種器官混和並翻出體外，其中部分器官會缺失或畸形。男性患兒於膀胱尿道連接處與直腸相通，女性患兒則是膀胱陰道排出部或尿道陰道部與直腸相通。
男性患兒出生後的症狀可能有陰莖闕如、陰囊闕如、雙陰莖、陰囊分裂。女性患兒則是陰蒂闕如、陰蒂分裂。

## 性別重置
變性人為跨性別的一種，將生理性別永久轉變以符合自己的性別認同。
能以性別重置療法，如性別肯定激素治療和性別重置手術，使生理性別接近性別認同。